# Derbent (stad)
Derbent (Russisch: Дербент, Lezgisch: Кьвевар, Azerbeidzjaans: Dərbənd, Avaars: Дербенд, Perzisch: دربند; Derbend/Darband; "gesloten poort", Judeo-Tat: דארבּאנד; Дэрбэнд; Dərbənd), in oude Arabische bronnen Bâb al-Abwâb ("Poort der Poorten"), is de zuidelijkste en oudste stad van Rusland. Ze ligt in het zuiden van de deelrepubliek Dagestan. De stad telt ongeveer 100.000 inwoners (derde stad van Dagestan na Machatsjkala en Chasavjoert), waarvan de belangrijkste bevolkingsgroepen bestaan uit de Lezgiërs (32,2%), Azerbeidzjanen (31,7%) en Tabassaranen (15,4%).

## Geografie
De stad ligt aan de westelijke oever van de Kaspische Zee, nabij de monding van de rivier de Samoer en ten noorden van de rivier de Roebas. Ze heeft een haven, een spoorverbinding met Bakoe en ligt verder aan de weg van Bakoe naar Rostov aan de Don. De stad ligt op de uitlopers van het Tabassaranengebergte, de plek waar de Grote Kaukasus de oever van de Kaspische Zee het dichtst nadert; slechts gescheiden door een laaglandstrook van ongeveer 3 kilometer breed. Deze plek was in de oudheid van groot belang doordat ze met de Darjalkloof een van de twee traditionele doorgangen door de Kaukasus vormde.
Ten noorden van de stad bevindt zich het monument Kirk-lar ("40 helden"), vernoemd naar de zogenoemde 40 helden die vielen bij het verdedigen van Dagestan tegen de Arabieren in 728. Ten zuiden ervan loopt het laatste stuk (50 meter) van de Kaukasusmuur, ook bekend als de Alexandermuur, die de nauwe doorgang van de IJzeren Poort, Poorten van Alexander of Kaspische Poorten (Portae Athanae of Portae Caspiae) afsloot. Destijds had het in volle glorie een hoogte van 9 meter en een dikte van ongeveer 3 meter met ijzeren poorten en vele wachttorens die een belangrijke verdediging vormden van de Perzische grens op de Kaspische Weg tussen het Midden-Oosten en de Euraziatische Steppe en daarmee tussen Azië en Europa. Derbent droeg om die reden ook wel de naam "Poort van Derbent" of "flessenhals". De handelsroute vanuit de Kaukasus naar Voor-Azië liep erlangs. Vaak vormde het echter ook de uitvalsbasis voor Armenen naar Perzië.
Het natuurlijke reliëf bood de plaats een zekere beschutting. De heuvel waarop ze gesticht werd, wordt in het oosten begrensd door de zee en in het zuidwesten door een diep ravijn en de steile helling van de heuvel.

## Geschiedenis

### Prehistorie en oudheid
De oudst gevonden nederzettingen in de omgeving van Derbent (Kajakent en Dsjemikent) dateren uit de Bronstijd. De oudst gevonden sporen op de plek van de stad zelf dateren uit het eerste millennium v.Chr. De eerste tekenen van een plaats worden geplaatst tegen het einde van de 8e tot begin 7e eeuw v.Chr. en vonden plaats nabij de top van de heuvel. Deze plaats was destijds al meer dan 4 hectare groot en vormde een vesting aan deze doorgang tussen gebergte en zee. Het ontstaan van versterkingen hangt vermoedelijk samen met de toenemende rooftochten van de Scythen door de Kaukasus naar Voor-Azië. De Griekse historicus Herodotus verhaalt als een van de eersten over de 'Pas van Derbent' in de 5e eeuw v. Chr.
Hoewel de stad blijkens archeologische opgravingen regelmatig werd aangevallen, wist ze zich te handhaven en uit te breiden. In de tweede helft van het eerste millennium v.Chr. had de stad reeds een oppervlakte van 15 hectare. Nadat de stad vanaf de 6e eeuw v.Chr. enkele malen werd veroverd door het Perzische Rijk, behoorde ze vanaf ongeveer de 5e eeuw v.Chr. tot het in de oostelijke Kaukasus ontstane rijk Kaukasisch Albanië, dat het tot de 4e eeuw na Chr. min of meer permanent zou beheersen. Derbent wordt hierbinnen traditioneel vereenzelvigd met de hoofdstad Albana, maar ook de naam Chora wordt vaak gebruikt.
De Romeinen hadden ook interesse in het gebied, maar zouden het nooit innemen. Keizer Seleucus organiseerde tussen 290 en 281 v.Chr. een expeditie naar het gebied. De Klein-Aziatische veldtochten van Pompeius tegen de Pontische koning Mithridates VI zorgden dat er in Rome steeds meer bekendheid over en interesse voor het gebied ontstond. Tussen 66 en 65 v.Chr. voerde een expeditie van Lucullus en Pompeius naar het gebied om onder andere deze stad te veroveren. Keizer Nero plande in 67 na Chr. een militaire expeditie naar het Koninkrijk Armenië en Kaukasisch Albanië onder leiding van Gnaius Domitius Corbulo, waarbij de verovering van de 'Kaspische Poort' (die hij waarschijnlijk voor de Pas van Derbent hield) en Albana als een van de hoofddoelen wordt genoemd. De expeditie werd na zijn dood echter afgebroken.
In de eerste eeuw groeide Derbent uit tot het belangrijkste handelscentrum van Kaukasisch Albanië. Strabo sprak van kamelenkaravanen die met Indische en Babylonische waar via Derbent naar Sarmatië toge. 

### Sassaniden

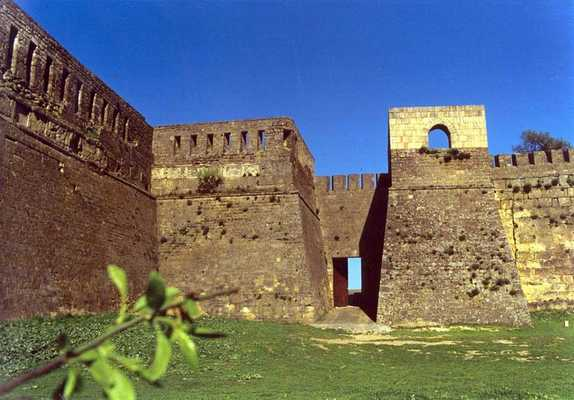
Gezicht op een deel van het fort van Derbent.

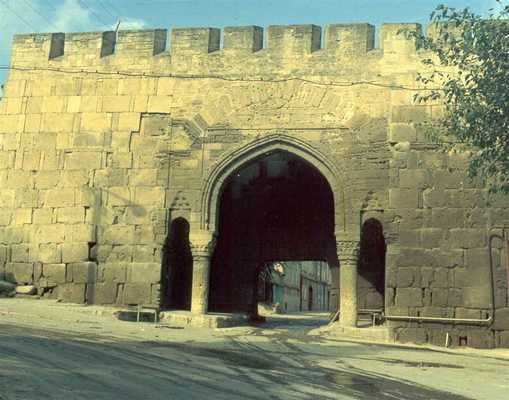
Gezicht op een van de ingangen van de ongeveer 2500 jaar oude Sassanidencitadel.

In de derde eeuw was echter het machtige rijk van de Perzische dynastie der Sassaniden ontstaan in Voor-Azië, dat na overwinningen op de Romeinen en Armenen zijn gebied vergrootte tot voorbij de Zuidelijke Kaukasus. De eerste pogingen om Derbent te veroveren, met name onder Sjapoer I (242-277), mislukten echter. Midden 4e eeuw wist het rijk zijn invloed echter wel te doen gelden en tegen het einde van de 4e eeuw werd ook Derbent veroverd. Iets eerder, in 313, had de stad zich bekeerd tot het christendom.
Onder de 15e Sassanidische koning Yazdegerd II (438-457) werden de versterkingen van Derbent sterk uitgebreid en werd het huidige fort Naryn-Kala gebouwd. Yazdegerd II stichtte het als een stadsfort op de noordelijke grens van de Perzische gebieden dat deze belangrijke doorgang door de Kaukasus moest bewaken tegen aanvallen van de nomadische Hunnen en de Chazaren. Dit komt ook terug in de Perzische naam دربند; Derbend of Darband ("gesloten poorten", "bergpas", "bergkloof", "wachtpost" of "fort"). Van 488 tot 531 werden onder Kavad I en zijn zoon Chosro I de stenen muren vervangen en kreeg het fort de uitstraling die het tot op heden grotendeels heeft behouden. De deels 4 meter dikke en 18 meter hoge stenen muren met dertig torens gericht naar het noorden zijn tot op heden bewaard gebleven. De Armeense kroniekschrijver Movses Kaghankatvatsi schreef over "de wonderlijke muren, de bouw waarvoor de Perzische koningen ons land uitputten, waarvoor ze architecten aan lieten rukken en waarvoor bouwmaterialen lieten verzamelen met het oog op het bouwen van een groot bouwwerk, dat zich uitstrekt tussen het Kaukasusgebergte en de Grote Oostelijke Zee." Opgravingen in de jaren 1970 aan de andere zijde van de Kaspische Zee tegenover Derbent legden het oostelijke verlengstuk van de muur van Derbent bloot in de vorm van de Grote Muur van Gorgan. Vergelijkbare Sassanidische verdedigingswerken als massieve forten, garnizoenssteden en lange muren zijn ook aan oostzijde van de zee te zien. De totale ommuurde oppervlakte van de stad zelf had een grootte van 150 hectare, dat dan wel niet helemaal bewoond was in de Sassanidische periode, maar waarmee het voor vroeg middeleeuwse begrippen wel een ongewoon grote stad vormde. Deze uitbouw werd volgens een plan uitgewerkt en onderdeel van dit plan was ook een waterleidingstelsel. De stad werd daarop in de 5e en 6e eeuw tot een bloeiend centrum voor handel en handwerken (de belangrijkste Sassanidische stad in de Kaukasus), alsook voor de verspreiding van het christelijk geloof in de Kaukasus.

### Middeleeuwen
De bloei van de stad trok ook machtige buren aan. In 522 deden de Chazaren een poging om de stad te veroveren, waarbij de Lezgiense (Albanese) Armeens-apostolische patriarch van de stad besloot te vluchten naar Partaw. In 627 werd de stad geplunderd door de West-Turkse horden van Tong Yabghu tijdens de Derde Turks-Perzische Oorlog. Yabhus opvolger Buri-sad wist zijn vaders veroveringen echter niet te consolideren en de stad werd daarop heroverd door de Perzen.
In 642 deden de Arabieren een eerste poging om de stad in te nemen, maar de Chazaarse verdedigers wisten de aanval af te slaan. Een tweede poging lukte wel, maar de Chazaars-Arabische Oorlogen over deze belangrijke noordpost van de zijderoute duurden nog lang voort alvorens de Arabieren rond 733/734 onder de Arabische veldheer Maslama werkelijk de stad stevig in handen kregen, die zij Bâb al-Abwâb ("Hoofd-(Grote)poort" of "Poort der Poorten") doopten, vaak kortweg al-Bâb genoemd. Deze naam verwijst naar de rol van de stad, als vroegmiddeleeuws geopolitiek centrum op het strategische kruispunt van de handelsroutes tussen Azië en Europa. Deze naam werd nog lang na de Arabische periode aangetroffen in Arabische, Turkse en Iraanse literatuur. De bevolking werd daarop actief geïslamiseerd en Derbent ontwikkelde zich tot een belangrijk Kaukasisch islamitisch centrum. De Arabieren maakten Derbent tot hun machtscentrum in de Kaukasus en versterkten de stad daarom verder, herstelden beschadigde gebouwen en bouwden nieuwe, zoals moskeeën en madrassa's, waaronder de Jumamoskee, nu een van de oudste ter wereld. Met name onder kalief Haroen ar-Rashid kwamen de handel en kunst tot bloei in de stad. De handwerken omvatten onder andere pottenbakken, glasbewerking, metaalbewerking, juwelenmakerijen, opslag en bouw, weverijen, tapijtweverijen (bekend van de Derbenttapijten), productie van papier, zijdewerk en zeep. De landbouw rond de stad richtte zich op akkerbouw en tuinbouw, waarbij onder andere saffraan, meekrap, katoen en vlas werden verbouwd. Derbent onderhield destijds nauwe verbindingen via de Handelsroute over de Wolga met veel nabijgelegen gebieden en steden in het Nabije en Midden-Oosten en Oost-Europa, zoals blijkt uit middeleeuwse beschrijvingen en uit vele archeologische opgravingen. Handelskaravanen en schepen uit onder andere Chazarië, het Kanaat van Roes, Wolga-Bulgarije, Abaskun, Tabaristan, Deylam, Chorasan, Chorasmië en India deden de stad aan. Volgens Arabische historici telde de stad in de 9e eeuw meer dan 50.000 inwoners, waarmee ze de grootste van de Kaukasus zou zijn geweest, groter dan bijvoorbeeld Tbilisi en Ardebil.
Met de val van Kalifaat van de Abbasiden in de 10e eeuw verdween echter ook de macht van de Arabieren in de Kaukasus; de lokale dynastie van de Hasjemiden (Хашемиды) nam eind 10e eeuw de macht over in de stad (die geleidelijk aan haar oude naam herkreeg) en stichtte het Emiraat Derbent, dat tussen 1067 en 1071 werd veroverd door de Turkse Seltsjoeken. In de 12e eeuw werd er opnieuw een kortstondig onafhankelijk vorstendom gevestigd, dat wist te overleven tot 1239. In de 10e tot 13e eeuw streden de heersers uit Derbent vaak tevergeefs tegen hun christelijke buurland Sarir, dat vaak de machtspolitiek bepaalde in de stad, maar het emiraat wist dit land te overleven.
In 1222 veroverden de Mongolen Derbent, maar pas in 1239 bezetten zij de stad. Hun komst bracht grote verwoesting, vele stadsmonumenten werden vernield. In 1395 kwam Timoer Lenk en liet de stad verwoesten en afbranden. Ook in de eeuwen daarop had Derbent te lijden onder opeenvolgende veroveringen en verwoestingen. De Mongolen werden in 1437 afgelost door de Azerbeidzjaanse Sjirvansjahdynastie. In 1487 deed sjeik Haydar, de leider van een uit de Qara Qoyunlu voortgekomen onafhankelijk koninkrijk in Ardabil een mislukte poging om Derbent te veroveren.

### Perzen, Ottomanen en Russen
In de 16e eeuw viel het gebied ten prooi aan de strijd tussen de Perzische Safawidische dynastie en het Ottomaanse Rijk. Na de Slag van de Toortsen in 1583 vestigde de laatste zijn macht over de stad, hetgeen werd vastgelegd in het Verdrag van Ferhad Pasja of Verdrag van Constantinopel (1590). De Perzen wisten echter in 1606 onder Abbas I hun macht over de stad te herwinnen, maar kwamen nu in aanvaring met de Russen, die onder Peter de Grote de stad tijdens de Russisch-Perzische Oorlog (1722-1723) bezetten en haar tot 1735 bezet hielden. Derbent werd in die tijd geleid door een lokale naib en de moslimgeestelijkheid. Het gevolg van Peters leger (zoals bijvoorbeeld Cantemir) leverde in die tijd de eerste Russische beschrijvingen van de stad en haar monumenten. Onder Russische bezetting werd op bevel van Peter begonnen met het herstel en de bescherming van gebouwen, werden ontwerpen voor een haven gemaakt en voedselzaken, ziekenhuizen en Russische factorijen geopend. Peter verleende de stad tevens vrije handel met Rusland en bevorderde de wijnbouw, wijnbereiding en de zijdeteelt. Met het Verdrag van Ganja werd de stad echter geretourneerd aan Perzië.
Daarop werd in 1743 het Kanaat Derbent in het leven geroepen, een staat onder het Perzisch bestuur van Nadir Sjah. Vanaf 1758 regeerde kan Fətəli van Quba de stad.
Tijdens de Russisch-Perzische Oorlog van 1796 werd de stad opnieuw bezet door 30.000 man troepen onder leiding van graaf Valerian Zoebov, gevolgd door een nieuwe en ditmaal definitieve bezetting in 1805 door graaf Ivan Goedovitsj tijdens de Russisch-Perzische Oorlog van 1804 tot 1813. Bij het Verdrag van Gulistan uit 1813 moest Perzië de stad definitief afstaan aan het Russische Rijk.

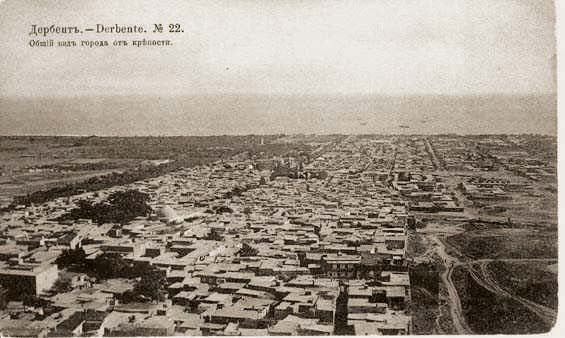
Begin-20e-eeuws gezicht op Derbent vanaf het fort.

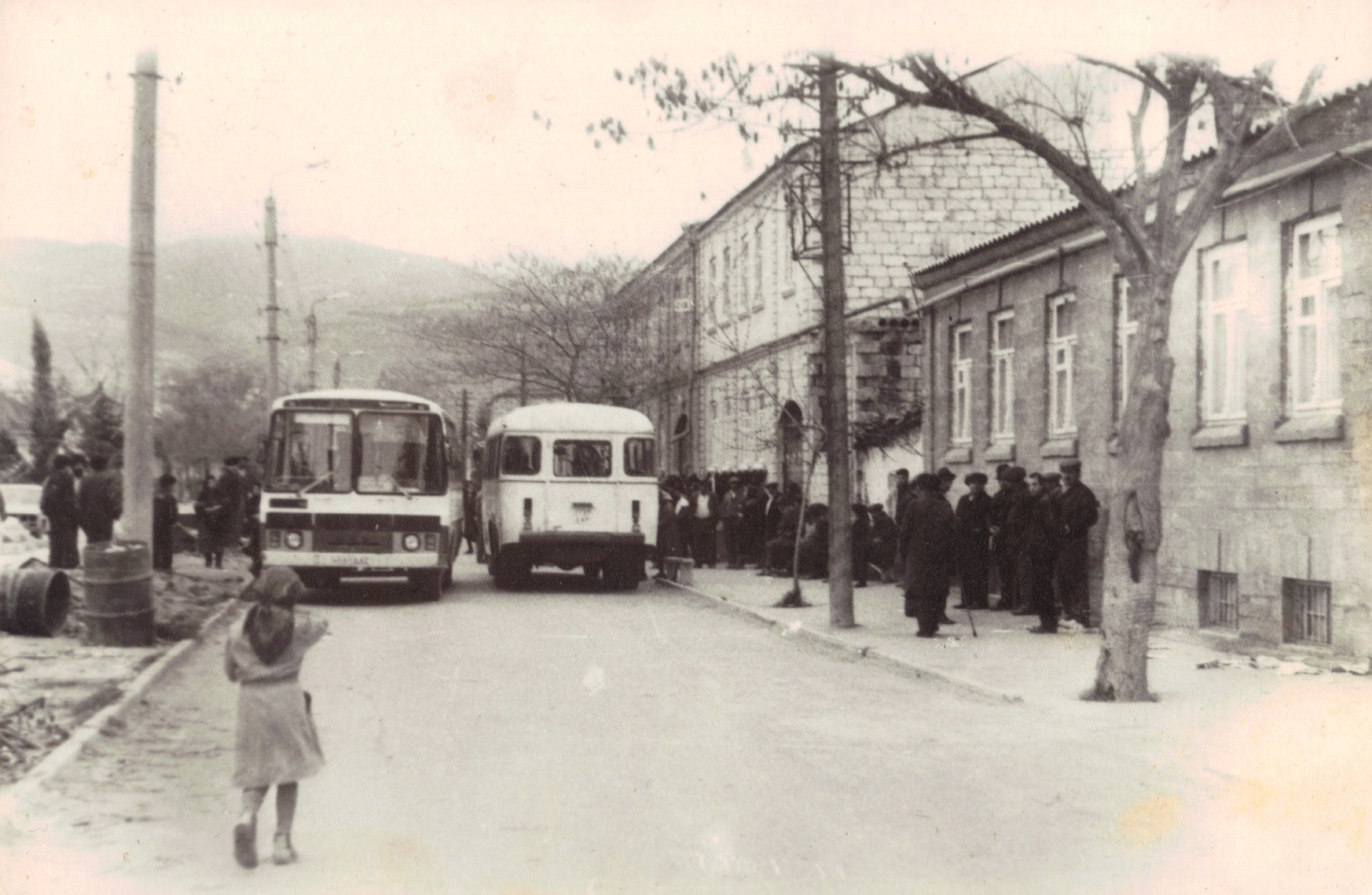
Bergjoden in Derbent in de jaren 1980.

### Onder Russisch bestuur
In 1846 werd Derbent de bestuurszetel van een gouvernement. Vanaf de jaren 1840 maakte de stad een economische bloei door. Met name de meekrapteelt (goedkope kleurstof) groeide sterk. Andere 19e-eeuwse bezigheden van de inwoners waren tuinbouw, wijnbouw en visserij. In de 19e eeuw raakte de stad echter ook betrokken in bloedige oorlogen zoals de Kaukasusoorlog en de Russisch-Dagestaanse Oorlogen. In 1898 werd de stad aangesloten op de spoorlijn Petrovsk-Port (nu Machatsjkala) - Bakoe.
In december 1917 werd de stad ingenomen door Sovjettroepen, maar van juli 1918 tot maart 1920 was de stad in handen van andere fracties, alvorens ze werd veroverd door het Rode Leger op 25 maart 1920.
| 1897   | 1939   | 1959   | 1970   | 1989   | 2002    | 2008    |
| ------ | ------ | ------ | ------ | ------ | ------- | ------- |
| 14.600 | 34.100 | 47.300 | 57.200 | 78.371 | 101.031 | 109.000 |

## Economie, onderwijs en cultuur
De stad kent enige machinebouw, voedselfabrieken, textielfabrieken, visserijgerelateerde activiteiten, fabrieken voor de bouw, alsook enige bosbouw. Het vormt het productiecentrum voor Russische cognac (cognackombinat met de merken: Kaspii, Derbent, Moskva, Machatsjkala, Naryn-Kala en Rossia) en er wordt ook Sovjetskoje Sjampanskoje (mousserende wijn) geproduceerd. Het onderwijs is relatief uitgebreid met een universiteit en een aantal technische scholen. Er bevindt zich ook een Lezgiens dramatheater (S. Stalskitheater). Op ongeveer 2 kilometer van de stad bevindt zich de vakantiekolonie Tsjajka ("zeemeeuw").
De stad wordt gezien als een van de meest multiculturele van Dagestan. Er bevinden zich Russisch-orthodoxe kerken, Armeens-Apostolische kerken, Georgisch-orthodoxe kerken, synagoges (van de Bergjoden/Tatten) en soennitische en sjiitische moskeeën.

## Bezienswaardigheden

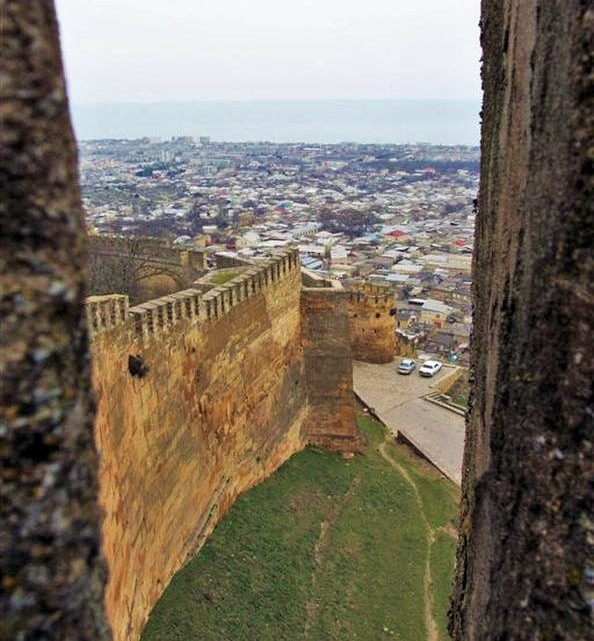
Gezicht op een deel van de muur.

De stad vormt deels een groot open museum dat wordt omringd door hoge bergen en de zee, wat haar aantrekkelijk maakt voor het toerisme, hetgeen nog vergroot werd door de opname van het historisch ensemble van de stad (de citadel, oude stad en het fort) op de UNESCO-werelderfgoedlijst in 2003. Verdere ontwikkeling wordt echter gehinderd door de ligging in een politiek en militair relatief onstabiel gebied.
De belangrijkste bezienswaardigheden zijn:
- de ongeveer 2500 jaar oude 45.000 m² grote citadel Naryn-Kala, dat in de huidige vorm het enige overgebleven Sassanidische fort vormt. De citadel wordt omringd door massieve muren.
- overblijfselen van de Kaukasusmuur (Grote Goebatsjmuur/Великая губачская стена), die vroeger doorliep tot in de zee en daar mede de haven vormde. Een groot deel van de muren en een aantal wachttorens zijn redelijk behouden gebleven. De muren dateren uit de (Sassanidische) 6e eeuw.
- Verdere historische attracties omvatten een aantal baden, cisternes, oude begraafplaatsen, de karavanserai, een 18e-eeuws mausoleum voor de kan en een aantal moskeeën, waarvan de Jumamoskee (gebouwd over een 6e-eeuwse christelijke basiliek) de oudste is. Bij deze moskee bevindt zich een 15e-eeuwse madrassa. Andere oude moskeeën zijn de 17e-eeuwse Kyrhljarmoskee en Balamoskee en de 18e-eeuwse Chertebemoskee.

## Partnersteden
- Gəncə (Azerbeidzjan)
- La Crosse (Wisconsin) (Verenigde Staten)

## Geboren
- Michael Gregor (1888-1953), Georgisch-Amerikaans luchtvaartpionier
- Gotfrid Hasanov (1900-1965), Lezgiens componist
- Soelejman Kerimov (1966), Lezgiens zakenman en miljardair
- Konstantin Saradzjev (1877-1954), Armeens uitvoerder en vioolspeler
- Robert Tiviaev (1961), Tat-Israëlisch politicus (Kadima)
- Asəf Zeynallı (1909-1932), Azerbeidzjaans componist